# 토브-너트 공간
일반 상대성 이론에서 토브-너트 공간(-空間, 영어: Taub–NUT space [tɔːb nʌt speɪs])은 아인슈타인 방정식의 4차원 진공해이며, 특히 4차원 초켈러 다양체이자 점근 국소 평탄 공간이다. 이 해는 여러 매우 특이한 성질들을 가진다.

## 정의
토브-너트 공간은 4차원 비콤팩트 초켈러 다양체이며, {\displaystyle \mathbb {R} ^{4}}와 미분 동형이다.:§2.3 이는 다양한 방법으로 구성할 수 있다.

### 기번스-호킹 가설 풀이를 통한 구성
그 위의 계량은 기번스-호킹 가설 풀이로 다음과 같이 주어진다. 우선, 좌표
{\displaystyle \tau \in \mathbb {R} /(4\pi \mathbb {Z} )}
{\displaystyle {\vec {r}}\in \mathbb {R} ^{3}}
를 정의하자. 그렇다면, 토브-너트 공간의 계량은 다음과 같다.
{\displaystyle \mathrm {d} s^{2}=V(|{\vec {r}}|)\mathrm {d} {\vec {r}}^{2}+{\frac {1}{V(|{\vec {r}}|)}}(\mathrm {d} \tau +\omega )^{2}}
{\displaystyle V(|{\vec {r}}|)=L+{\frac {1}{2|{\vec {r}}|}}}
여기서
{\displaystyle \omega ={\vec {\omega }}\cdot \mathrm {d} {\vec {r}}\in \Omega ^{1}(\mathbb {R} ^{3})}
는 {\displaystyle \mathbb {R} ^{3}} 위의 1차 미분 형식 가운데
{\displaystyle \mathrm {d} \omega =\star \mathrm {d} V}
인 것이다. 이는 사실 {\displaystyle \mathbb {S} ^{3}} 위의 1차 미분 형식으로 확장될 수 있다. {\displaystyle L}과 {\displaystyle M}은 상수이다. 여기서 {\displaystyle L}은 무한대에서 호프 원다발의 올의 크기 {\displaystyle 4\pi /{\sqrt {L}}}를 결정하는 상수이다.
일반 상대성 이론에서는 이 해를 로런츠 계량 부호수 −+++로 해석적 연속을 취할 수 있다. 이는 {\displaystyle \tau \mapsto \mathrm {i} t}의 치환에 해당한다.
보다 일반적으로, {\displaystyle V}를
{\displaystyle V({\vec {r}})=L+\sum _{i=1}^{N}{\frac {1}{2|{\vec {r}}-{\vec {R}}_{i}|}}}
로 치환한다면, 여러 개의 토브-너트들이 공존하는 다중 토브-너트 공간(영어: multi-Taub–NUT space)을 얻는다. 이는 A형 점근 국소 평탄 공간에 해당한다.

### 초켈러 축소를 통한 구성
토브-너트 공간은 심플렉틱 몫공간 연산을 통해 정의할 수 있다.:§2.5
구체적으로, 초켈러 공간
{\displaystyle \mathbb {R} ^{4}\times \mathbb {R} ^{3}\times {\frac {\mathbb {R} }{\beta \mathbb {Z} }}}
위에서 U(1)의 작용을 생각하자. 구체적으로, 평탄한 유클리드 공간 {\displaystyle \mathbb {R} ^{4}} 위의 적절한 좌표계 {\displaystyle ({\vec {r}}=(r_{1},r_{2},r_{3}),\,\psi )}에서 평탄한 리만 계량은 기번스-호킹 가설 풀이로 다음과 같다.
{\displaystyle \mathrm {d} s^{2}={\frac {1}{|{\vec {r}}|}}\mathrm {d} {\vec {r}}^{2}+|{\vec {r}}|\left(\mathrm {d} \psi +{\vec {\omega }}\cdot {\vec {\mathrm {d} }}r\right)}
여기서 {\displaystyle \psi \sim \psi +4\pi }이며,
{\displaystyle {\vec {\omega }}=(\omega _{1},\omega _{2},\omega _{3})}
은
{\displaystyle \epsilon _{i}{}^{jk}\partial _{j}\omega _{k}=\partial _{i}{\frac {1}{|{\vec {r}}|}}}
을 따른다. 즉, 미분 형식 표기법으로는
{\displaystyle \omega =\omega _{i}\mathrm {d} r^{i}}
{\displaystyle \star \mathrm {d} \omega =\mathrm {d} {\frac {1}{|{\vec {r}}|}}}
이다. 마찬가지로, {\displaystyle \mathbb {R} ^{3}\times \mathbb {S} ^{1}} 위의 좌표를 {\displaystyle ({\vec {x}}=(x_{1},x_{2},x_{3}),\,\theta )}라고 하자. 그 위의 리만 계량은
{\displaystyle \mathrm {d} s^{2}=L\mathrm {d} {\vec {x}}^{2}+L^{-1}\mathrm {d} \theta ^{2}}
{\displaystyle \beta =4\pi L^{-1/2}}
이며, {\displaystyle \theta \sim \theta +4\pi }이다. 이 위에 U(1)의 작용은
{\displaystyle \exp(\mathrm {i} t)\colon (\psi ,\theta )\mapsto (\psi +t,\theta +t)}
이며, 초켈러 운동량 사상은
{\displaystyle {\vec {\mu }}={\vec {r}}+{\vec {x}}}
이다.
초켈러 운동량 사상에 대한 0의 원상은 {\displaystyle {\vec {r}}=-{\vec {x}}}에 해당한다. 즉, 게이지 불변 좌표 {\displaystyle \chi =\psi -\theta }를 정의하며 원상의 좌표는
{\displaystyle \mathrm {d} s^{2}=V({\vec {r}})\mathrm {d} {\vec {r}}^{2}+V({\vec {r}})^{-1}(\mathrm {d} \chi +{\vec {\omega }}\cdot \mathrm {d} {\vec {r}})^{2}+(r+\lambda ^{2})\left(\mathrm {d} \theta +{\frac {|{\vec {r}}|}{|{\vec {r}}|+L^{-1}}}\left(\mathrm {d} \chi +{\vec {\omega }}\cdot \mathrm {d} {\vec {r}}\right)\right)^{2}}
{\displaystyle V({\vec {r}})={\frac {1}{|{\vec {r}}|}}+L}
이다. U(1) 게이지 변환에 대한 동치류를 취하려면, 킬링 벡터장 {\displaystyle \partial /\partial \theta }에 대한 직교 성분을 취해야 하므로, 마지막 항을 생략하는 것에 해당한다. 즉, 구체적 계량
{\displaystyle \mathrm {d} s^{2}=V({\vec {r}})\mathrm {d} {\vec {r}}^{2}+V({\vec {r}})^{-1}(\mathrm {d} \chi +{\vec {\omega }}\cdot \mathrm {d} {\vec {r}})^{2}+(r+\lambda ^{2})}
을 얻는다.

### 남 방정식을 통한 구성

토브-너트 공간을 정의하는 활 그림(bow diagram)

토브-너트 공간은 활 그림(영어: bow diagram)으로 구성할 수 있다.:§3 구체적으로, 이에 대응되는 활은 다음과 같다.
- 하나의 구간과 하나의 변으로 구성된다.
- 구간의 길이는 {\displaystyle L} (기번스-호킹 가설 풀이에서 퍼텐셜의 상수항)이다.
- 구간 위의 벡터 다발의 차원은 1이다. (즉, 선다발이다.)

즉, 그 해는 남 방정식
{\displaystyle T_{0},T_{1},T_{2},T_{3}\colon [-L/2,L/2]\to \mathbb {R} }
{\displaystyle \left({\frac {\mathrm {d} }{\mathrm {d} s}}-\mathrm {i} T_{0}\right){\vec {T}}(s)=0}
및 복소수
{\displaystyle B_{0},B_{1}\in \mathbb {C} }
로 정의된다. {\displaystyle B_{0},B_{1}}은 선다발의, 구간 양끝의 올 사이의 (쌍방향의) 선형 변환에 해당한다.
이 위에는 게이지 군
{\displaystyle {\mathcal {C}}^{\infty }([-L/2,L/2],\operatorname {U} (1))}
이 작용한다. 게이지 군의 원소
{\displaystyle g\colon [-L/2,L/2]\to \operatorname {U} (1)}
는 다음과 같이 작용한다.
{\displaystyle T_{0}\mapsto g^{-1}T_{0}g+\mathrm {i} g^{-1}{\dot {g}}}
{\displaystyle T_{i}\mapsto g^{-1}T_{i}g}
{\displaystyle B_{0}\mapsto g^{-1}(-L/2)B_{0}g(l/2)}
{\displaystyle B_{1}\mapsto g^{-1}(L/2)B_{0}g(-l/2)}
이를 사용하여, 게이지 퍼텐셜 {\displaystyle T_{0}}을 상수 함수로 놓을 수 있다. 그렇다면, 남 방정식에 따라서 {\displaystyle T_{1},T_{2},T_{3}} 역시 상수 함수가 된다.
{\displaystyle \underbrace {\mathbb {S} ^{1}\times \mathbb {R} ^{3}} _{(T_{0},T_{1},T_{2},T_{3})}\times \underbrace {\mathbb {R} ^{4}} _{B_{0},B_{1}}/\!/\!/\operatorname {U} (1)}
즉, 이는 {\displaystyle \mathbb {R} ^{4}\times \mathbb {R} ^{3}\times \mathbb {S} ^{1}}의 초켈러 축소로 귀결된다.

## 성질

### 점근적 형태
토브-너트 계량은 점근 국소 평탄 공간이다. 즉, {\displaystyle |{\vec {r}}|\to \infty } 극한에서, 토브-너트 계량은 {\displaystyle \mathbb {S} ^{1}\times \mathbb {R} ^{3}}의 꼴을 가진다. {\displaystyle \mathbb {R} ^{3}}의 무한인 {\displaystyle \mathbb {S} ^{2}} 위에서, {\displaystyle \mathbb {S} ^{1}}은 호프 올뭉치의 꼴을 하며, 따라서 등각 무한의 위상은 사실 {\displaystyle \mathbb {S} ^{3}}가 된다. 이 경우, {\displaystyle \mathbb {S} ^{1}}은 무한대에서 유한한 크기를 갖는다.
다중 토브-너트 공간도 마찬가지로 점근 국소 평탄 공간을 이루며, 이 경우 일반적으로 등각 무한은
{\displaystyle \mathbb {S} ^{3}/\operatorname {Cyc} (n)={\frac {\{(z,w)\in \mathbb {C} ^{2}\colon |z|^{2}+|w|^{2}=1\}}{(z,w)\sim (tz,tw)\quad (t^{n}=1)}}}
의 꼴이다. 이들은 역시 올다발
{\displaystyle \mathbb {S} ^{1}\hookrightarrow \mathbb {S} ^{3}/\operatorname {Cyc} (n)\twoheadrightarrow \mathbb {S} ^{2}}
{\displaystyle [(z,w)]\mapsto (|z|^{2}-|w|^{2},2z{\bar {w}})}
를 구성한다.

### 극한
{\displaystyle L\to 0} 극한을 취하면, 이 해들은 점근 국소 유클리드 공간을 이룬다. 이 경우 마찬가지로 ALE 분류가 존재하며, 가장 간단한 경우는 에구치-핸슨 공간이다.

### 대칭
토브-너트 공간의 등거리 대칭군은
{\displaystyle \operatorname {U} (2)\cong {\frac {\operatorname {U} (1)\times \operatorname {SU} (2)}{\operatorname {Cyc} (2)}}}
이다.:296, §3 여기서 {\displaystyle \operatorname {SU} (2)}는
{\displaystyle \operatorname {SO} (4)={\frac {\operatorname {SU} (2)\times \operatorname {SU} (2)}{\operatorname {Cyc} (2)}}}
의 한 부분군이며, 구체적으로 {\displaystyle \mathbb {S} ^{3}}의 SO(4) 회전 가운데 {\displaystyle \omega }를 보존하는 것들이다. 즉, 토브-너트 공간은 4개의 킬링 벡터장을 갖는다.
이 대칭군은 토브-너트 공간 위에 추이적 작용을 가지므로, 토브-너트 공간은 동질 공간(영어: homogeneous space)이다. 즉, 모든 점이 다 똑같이 보인다. 그러나 토브-너트 공간은 등방적(isotropic)이지 못하다. 즉, 주어진 점에서부터 서로 다른 방향들이 다르게 보인다.
SO(2) 대칭 아래서, 토브-너트 공간은 하나의 고정점을 가지며, 이는 고정점의 분류에서 (1,1)차 너트에 해당한다. 반대로, 볼트는 존재하지 않는다.
일반적 다중 토브-너트 공간의 대칭군은 {\displaystyle N\geq 3}일 때 O(2)이며, 이에 대한 고정점들은 모두 너트이다. 이는 기번스-호킹 가설 풀이의 퍼텐셜의 {\displaystyle N}개의 특이점들에 해당한다. {\displaystyle N=2}일 때는 대칭군은 U(1)×U(1)이며, 둘째 U(1)은 두 너트를 통과하는 축을 중심으로 하는 회전이다.

## 역사

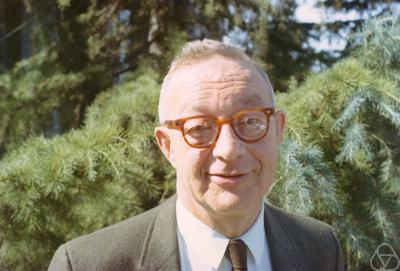
에이브러햄 토브 (1968년 사진)

에이브러햄 해스켈 토브(영어: Abraham Haskel Taub, 1911〜1999)가 1951년에 발견하였다.:§7 에즈라 시어도어 뉴먼(영어: Ezra Theodore Newman, 1929〜)과 루이스 탐부리노(영어: Louis A. Tamburino), 시어도어 운티(영어: Theodore Unti)가 1963년에 토브의 해를 특이점을 넘겨 연장시켰다.
로런츠 부호수의 토브-너트 공간은 여러 기묘한 성질을 보이며, 이 때문에 찰스 미스너(영어: Charles W. Misner, 1932〜)는 “토브-너트 공간은 거의 모든 명제에 대한 예외”라는 제목의 논문을 쓰기도 했다.
다중 토브-너트 공간은 스티븐 호킹이 1977년에 발견하였다.

## 응용
토브-너트 공간은 초켈러 다양체이므로, 끈 이론에서 매우 중요한 역할을 한다. 특히, M이론에서 D6-막은 토브-너트 공간으로 표현된다. 구체적으로, ⅡA종 초끈 이론에서, 어떤 7차원 준 리만 다양체 {\displaystyle M}이 주어졌을 때, {\displaystyle M\times \mathbb {R} ^{3}}에서 {\displaystyle M}에 1개의 D6-막을 감은 상태는 M이론을 {\displaystyle M\times \operatorname {TN} } 위에 축소화한 것에 해당한다.:§3.4.3 (여기서 TN은 토브-너트 공간을 뜻한다.) 여러 개의 D6-막을 감은 상태는 다중 토브-너트 공간에 해당한다.
로런츠 계량 부호수의 토브-너트 공간은 일반 상대성 이론의 해로 간주할 수 있다. 이 경우, 이 해는 여러 기묘한 성질을 가진다.:567–568